# Joanna Izdebska
Joanna N. Izdebska – polska profesor nauk biologicznych, specjalizująca się w zoologii, parazytologii i ekologii.

## Życiorys
W 1990 r. ukończyła studia biologiczne na Uniwersytecie im. Adama Mickiewicza w Poznaniu, od 1991 r. pracuje na Wydziale Biologii Uniwersytetu Gdańskiego (do 2008 r. był to Wydział Biologii, Geografii i Geografii). W 1999 r. uzyskała stopień doktora na podstawie rozprawy pt. „Stawonogi pasożytnicze żubra Bison bonasus (L.) z Puszczy Białowieskiej” (promotor: Sławomir Kadulski). W 2011 r. habilitowała się na podstawie pracy zatytułowanej „Demodecidae (Acari, Prostigmata) Polski. Taksonomia, diagnostyka i wybrane aspekty funkcjonowania układu pasożyt-żywiciel”, a w 2024 r. uzyskała tytuł profesora nauk biologicznych. Jest  kierownikiem  Katedry Zoologii Bezkręgowców i Parazytologii oraz prodziekanem ds. nauki Wydziałe Biologii UG, a także przewodniczącą tamtejszej Rady Dyscypliny Nauki Biologiczne. W latach 2020–2023 była członkiem Komitetu Biologii Organizmalnej PAN oraz Rady Dziedzinowej Nauk o Życiu na Uniwersytecie Mikołaja Kopernika w Toruniu (2023–2025), a ponadto prezesem Polskiego Towarzystwa Akarologicznego.